# Uropoda splendida
Uropoda splendida es una especie de arácnido del orden Mesostigmata de la familia Uropodidae.

## Distribución geográfica
Se encuentra en Europa.